# Rio Agriș (Cormoș)
O Rio Agriş (Cormoş) é um rio da Romênia afluente do rio Cormoş, localizado no distrito de Covasna.